# Sartlan
Sartlan (rusky Сартлан) je jezero v Barabinské stepi v Novosibirské oblasti v Rusku. Má rozlohu 238 km². Průměrně je hluboké 3 m a dosahuje maximální hloubky 6 m.

## Pobřeží
Břehy jsou mírně skloněné, porostlé skřípincem.

## Vodní režim
Zdroj vody je sněhový. Rozsah kolísání úrovně hladiny je 1,7 m. Zamrzá na konci října nebo v první polovině listopadu a rozmrzá na konci dubna nebo v květnu. Voda je mírně slaná. Do jezera ústí řeka Karapuz.

## Využití
Na jezeře je rozvinuté rybářství (cejni, okouni, kapři, štiky).